# Oleria solida
Oleria solida är en fjärilsart som beskrevs av Gustav Weymer 1884. Oleria solida ingår i släktet Oleria och familjen praktfjärilar. Inga underarter finns listade i Catalogue of Life.